# Yeni Salihlispor
Lo Yeni Salihlispor è una società calcistica con sede ad Salihli, in Turchia che nel 2013-2014 milita nella Bölgesel Amatör Lig, la quinta serie del campionato turco.
Fondato nel 1980, il club gioca le partite in casa allo Turan Stadyumu.
I colori sociali sono il bianco-verde.

## Statistiche
- TFF 1. Lig: 1980-1985
- TFF 2. Lig: 1985-2001
- TFF 3. Lig: 2001-2002
- Bölgesel Amatör Lig:2002-